# Hold Me (chanson de Fleetwood Mac)
Pour les articles homonymes, voir Hold Me.
Singles de Fleetwood Mac
Fireflies
(février 1981) Gypsy
(septembre 1982)
Hold Me est une chanson du groupe Fleetwood Mac écrite et composée par Christine McVie et Robbie Patton.
Premier single extrait de l'album Mirage, elle se classe 4e du hit-parade américain.

## Musiciens
- Christine McVie : chant, piano, chœurs
- Lindsey Buckingham : guitare à douze cordes, guitare électrique, chœurs
- Stevie Nicks : chœurs
- John McVie : basse
- Mick Fleetwood : batterie, percussions